# Голова-ландшафт
Голова-ландшафт - графічний твір митця на ім'я Венцель Холлар.

Як майже всі маньєристи (в тому числі і Арчімбольдо,  Джуліо Романо,  Джованні да Болонья, Челліні ) Венцель Холлар мав непогану освіту, хоча й поступався попередникам в обдаруванні та віртуозності виконання своїх робіт. Займався він і самоосвітою, що надавало можливість пристосовуватися до різних умов під час його вимушених подорожей по європейським країнам ( Богемія-Чехія, Англія, Голландія, знову Англія ). Більшість його графічних творів - спокійні й майже традиційні зображення будівель, вітрильників чи портретів. Знав Венцель Холлар ( як і художник Момпер ) і чудернацькі портрети Арчімбольдо, створені з квітів, птахів чи тварин.

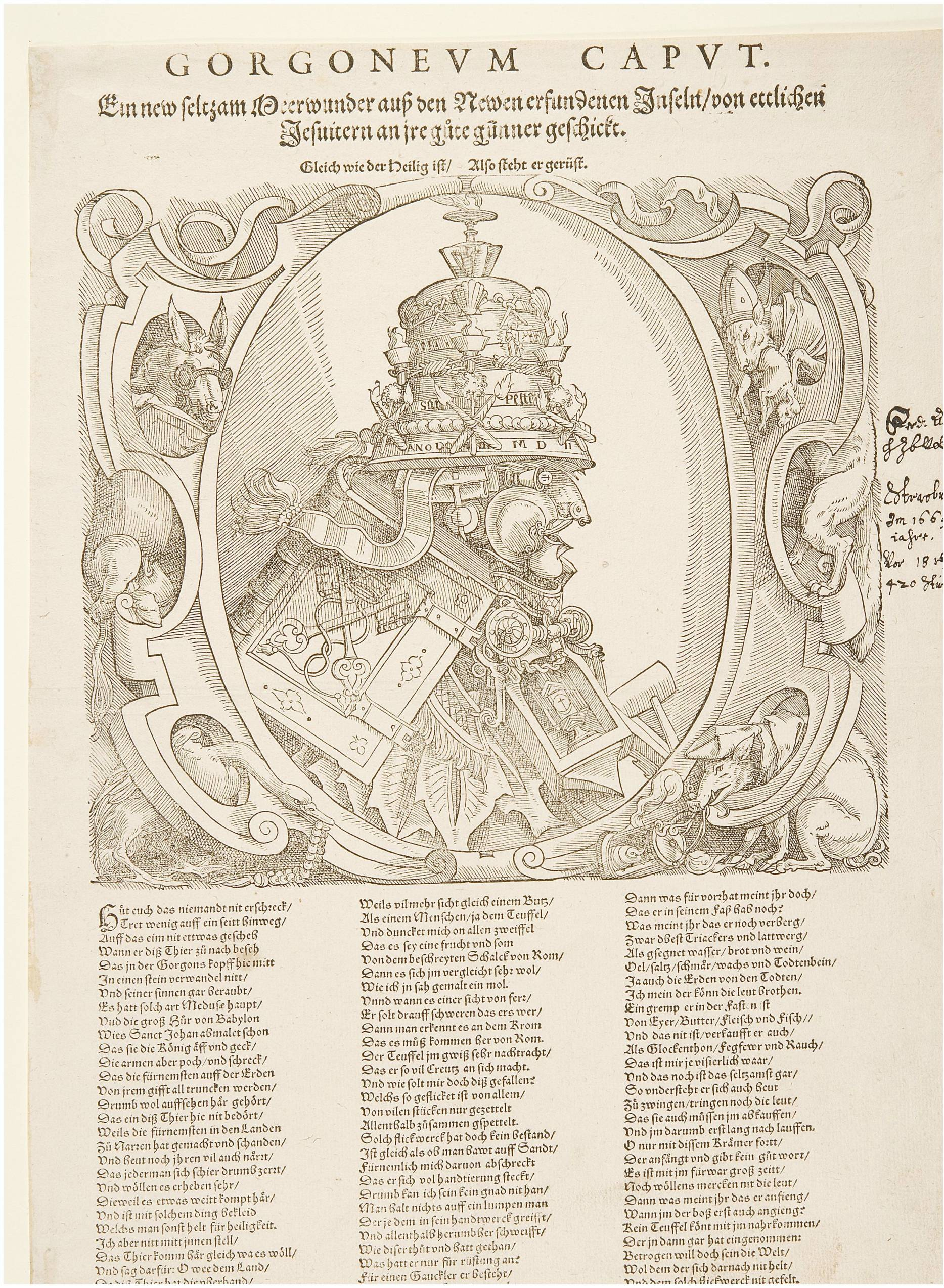

Гра зі змістами, з формами почалася давно, ще в Німеччині, де створювали медалі-перевертні. Подібні зображення мали як «звичне» зображення, так і приховане. Під час німецької Реформації і народження лютеранства отримала розповсюдження  медаль з обличчям папи римського. Але при обертанні медалі догори дригом, зображення перетворювалось на диявола чи шута. Мали розповсюдження і гравюри з обличчям папи, складеного з різних речей, але без сатиричного навантаження, просто як екзотика чи вияв віртуозності митця-гравера ( Гравер Тобіас Штіммер, портрет папи римського з речей, 1577 рік ).
Це ж наштовхнуло Момпера на створення пейзажів за рецептами Арчмбольдо, коли одне зображується з деталей іншого, несхожого, незвичного за формою.Так виникла серія « Пори року» або «Сезони», де художник подав алегоричні зображення сезонів через чудернацькі пейзажі.Це водночас пейзажі і  чоловічі обличчя, створені з пагорбів, скель, хижок, мостів, струмків і дерев. В алегорії зими присутня навіть невелика каплиця. Це був приклад гри інтеллекту, гри зі змістами, натяками через зображення одного на зовсім інше, милування алегоріями, які так полюбляли стилі маньєризм і бароко.
Доклав до цієї манери зусиль і гравер Венцель Холлар, створивши аркуш «Голова-ландшафт», призначений лише для поціновувачів екзотичних речей та як ще один експонат кабінету курйозів.